# Wereldkampioenschap superbike van Monza 1995
Het wereldkampioenschap superbike van Monza 1995 was de vierde ronde van het wereldkampioenschap superbike 1995. De races werden verreden op 18 juni 1995 op het Autodromo Nazionale Monza nabij Monza, Italië.

## Race 1
| Pos | Nr | Rijder               | Constructeur | Rondes | Tijd                | Grid | Punten |
| --- | -- | -------------------- | ------------ | ------ | ------------------- | ---- | ------ |
| 1   | 1  | Carl Fogarty         | Ducati       | 18     | 32:51.383           | 2    | 25     |
| 2   | 3  | Aaron Slight         | Honda        | 18     | +1.949              | 1    | 20     |
| 3   | 45 | Colin Edwards        | Yamaha       | 18     | +7.974              | 7    | 16     |
| 4   | 5  | Simon Crafar         | Honda        | 18     | +10.943             | 9    | 13     |
| 5   | 25 | Yasutomo Nagai       | Yamaha       | 18     | +11.722             | 5    | 11     |
| 6   | 12 | Mauro Lucchiari      | Ducati       | 18     | +11.847             | 13   | 10     |
| 7   | 8  | Piergiorgio Bontempi | Kawasaki     | 18     | +18.856             | 6    | 9      |
| 8   | 9  | Fabrizio Pirovano    | Ducati       | 18     | +28.344             | 8    | 8      |
| 9   | 33 | John Reynolds        | Kawasaki     | 18     | +41.720             | 16   | 7      |
| 10  | 28 | Gianmaria Liverani   | Ducati       | 18     | +41.745             | 15   | 6      |
| 11  | 80 | Satoshi Tsujimoto    | Honda        | 18     | +1:08.372           | 21   | 5      |
| 12  | 77 | Michele Gallina      | Ducati       | 18     | +1:08.637           | 17   | 4      |
| 13  | 43 | David Jefferies      | Kawasaki     | 18     | +1:08.713           | 25   | 3      |
| 14  | 66 | Jean-Yves Mounier    | Ducati       | 18     | +1:08.724           | 20   | 2      |
| 15  | 32 | Ferdinando Di Maso   | Ducati       | 18     | +1:09.205           | 23   | 1      |
| 16  | 38 | Andrea Perselli      | Ducati       | 18     | +1:09.835           | 24   |        |
| 17  | 81 | Russell Wood         | Bimota       | 18     | +1:38.726           | 26   |        |
| 18  | 30 | Bruno Cirafici       | Suzuki       | 17     | +1 ronde            | 18   |        |
| 19  | 58 | Aldeo Presciutti     | Ducati       | 17     | +1 ronde            | 27   |        |
| 20  | 72 | Bruno Scatola        | Kawasaki     | 17     | +1 ronde            | 28   |        |
| DNF | 27 | Pierfrancesco Chili  | Ducati       | 15     | Uitgevallen         | 4    |        |
| DNF | 17 | Anthony Gobert       | Kawasaki     | 13     | Uitgevallen         | 11   |        |
| DNF | 11 | Troy Corser          | Ducati       | 13     | Uitgevallen         | 3    |        |
| DNF | 13 | Paolo Casoli         | Yamaha       | 6      | Uitgevallen         | 14   |        |
| DNF | 4  | Andreas Meklau       | Ducati       | 5      | Uitgevallen         | 12   |        |
| DNF | 19 | Adrien Morillas      | Ducati       | 4      | Uitgevallen         | 19   |        |
| DNF | 21 | Massimo Meregalli    | Yamaha       | 0      | Uitgevallen         | 10   |        |
| DNS | 10 | Terry Rymer          | Ducati       | 0      | Niet gestart        | 22   |        |
| DNQ | 74 | Gyorgy Lorincz       | Ducati       | 0      | Niet gekwalificeerd |      |        |

## Race 2
| Pos | Nr | Rijder               | Constructeur | Rondes | Tijd                | Grid | Punten |
| --- | -- | -------------------- | ------------ | ------ | ------------------- | ---- | ------ |
| 1   | 27 | Pierfrancesco Chili  | Ducati       | 18     | 32:58.149           | 4    | 25     |
| 2   | 1  | Carl Fogarty         | Ducati       | 18     | +0.608              | 2    | 20     |
| 3   | 3  | Aaron Slight         | Honda        | 18     | +4.875              | 1    | 16     |
| 4   | 25 | Yasutomo Nagai       | Yamaha       | 18     | +4.884              | 5    | 13     |
| 5   | 45 | Colin Edwards        | Yamaha       | 18     | +9.403              | 7    | 11     |
| 6   | 12 | Mauro Lucchiari      | Ducati       | 18     | +14.596             | 13   | 10     |
| 7   | 5  | Simon Crafar         | Honda        | 18     | +14.781             | 9    | 9      |
| 8   | 9  | Fabrizio Pirovano    | Ducati       | 18     | +15.022             | 8    | 8      |
| 9   | 4  | Andreas Meklau       | Ducati       | 18     | +25.273             | 12   | 7      |
| 10  | 33 | John Reynolds        | Kawasaki     | 18     | +28.762             | 16   | 6      |
| 11  | 21 | Massimo Meregalli    | Yamaha       | 18     | +36.186             | 10   | 5      |
| 12  | 17 | Anthony Gobert       | Kawasaki     | 18     | +47.112             | 11   | 4      |
| 13  | 13 | Paolo Casoli         | Yamaha       | 18     | +50.302             | 14   | 3      |
| 14  | 80 | Satoshi Tsujimoto    | Honda        | 18     | +1:01.974           | 21   | 2      |
| 15  | 32 | Ferdinando Di Maso   | Ducati       | 18     | +1:06.957           | 23   | 1      |
| 16  | 30 | Bruno Cirafici       | Suzuki       | 18     | +1:12.507           | 18   |        |
| 17  | 66 | Jean-Yves Mounier    | Ducati       | 18     | +1:13.919           | 20   |        |
| 18  | 38 | Andrea Perselli      | Ducati       | 18     | +1:15.416           | 24   |        |
| 19  | 58 | Aldeo Presciutti     | Ducati       | 18     | +1:56.543           | 27   |        |
| NC  | 72 | Bruno Scatola        | Kawasaki     | 7      | +11 ronden          | 28   |        |
| DNF | 28 | Gianmaria Liverani   | Ducati       | 6      | Uitgevallen         | 15   |        |
| DNF | 8  | Piergiorgio Bontempi | Kawasaki     | 4      | Uitgevallen         | 6    |        |
| DNF | 11 | Troy Corser          | Ducati       | 4      | Uitgevallen         | 3    |        |
| DNF | 77 | Michele Gallina      | Ducati       | 4      | Uitgevallen         | 17   |        |
| DNF | 19 | Adrien Morillas      | Ducati       | 3      | Uitgevallen         | 19   |        |
| DNF | 10 | Terry Rymer          | Ducati       | 3      | Uitgevallen         | 22   |        |
| DNF | 43 | David Jefferies      | Kawasaki     | 0      | Uitgevallen         | 25   |        |
| DNF | 81 | Russell Wood         | Bimota       | 0      | Uitgevallen         | 26   |        |
| DNQ | 74 | Gyorgy Lorincz       | Ducati       | 0      | Niet gekwalificeerd |      |        |

## Tussenstanden na wedstrijd
| Pos | Nr | Rijder              | Team   | Punten |
| --- | -- | ------------------- | ------ | ------ |
| 1   | 1  | Carl Fogarty        | Ducati | 185    |
| 2   | 3  | Aaron Slight        | Honda  | 94     |
| 3   | 12 | Mauro Lucchiari     | Ducati | 92     |
| 4   | 27 | Pierfrancesco Chili | Ducati | 79     |
| 5   | 9  | Fabrizio Pirovano   | Ducati | 76     |

1990 · 1992 · 1993 · 1995 · 1996 · 1997 · 1998 · 1999 · 2000 · 2001 · 2002 · 2003 · 2004 · 2005 · 2006 · 2007 · 2008 · 2009 · 2010 · 2011 · 2012 · 2013